# J. N. Bray Lumber Company
Die J. N. Bray Lumber Company wurde um 1890 in Cecil im US-Bundesstaat Georgia gegründet. Das Unternehmen zog 1907 nach Valdosta, Georgia, um und errichtete dort 1908 in der East Hill Avenue ein Sägewerk. Neben dem Holzeinschlag war das Unternehmen später auch in der Landwirtschaft tätig, sowie als Hersteller von Produkten, die aus Kiefernharz gewonnen wurden und zur Herstellung von Seife, Farben, Lacken, Schuhcreme, Schmiermitteln, Linoleum und Bedachungsmaterial verwendet wurden (englisch: naval stores).

## Dampflokomotive der Waldbahn

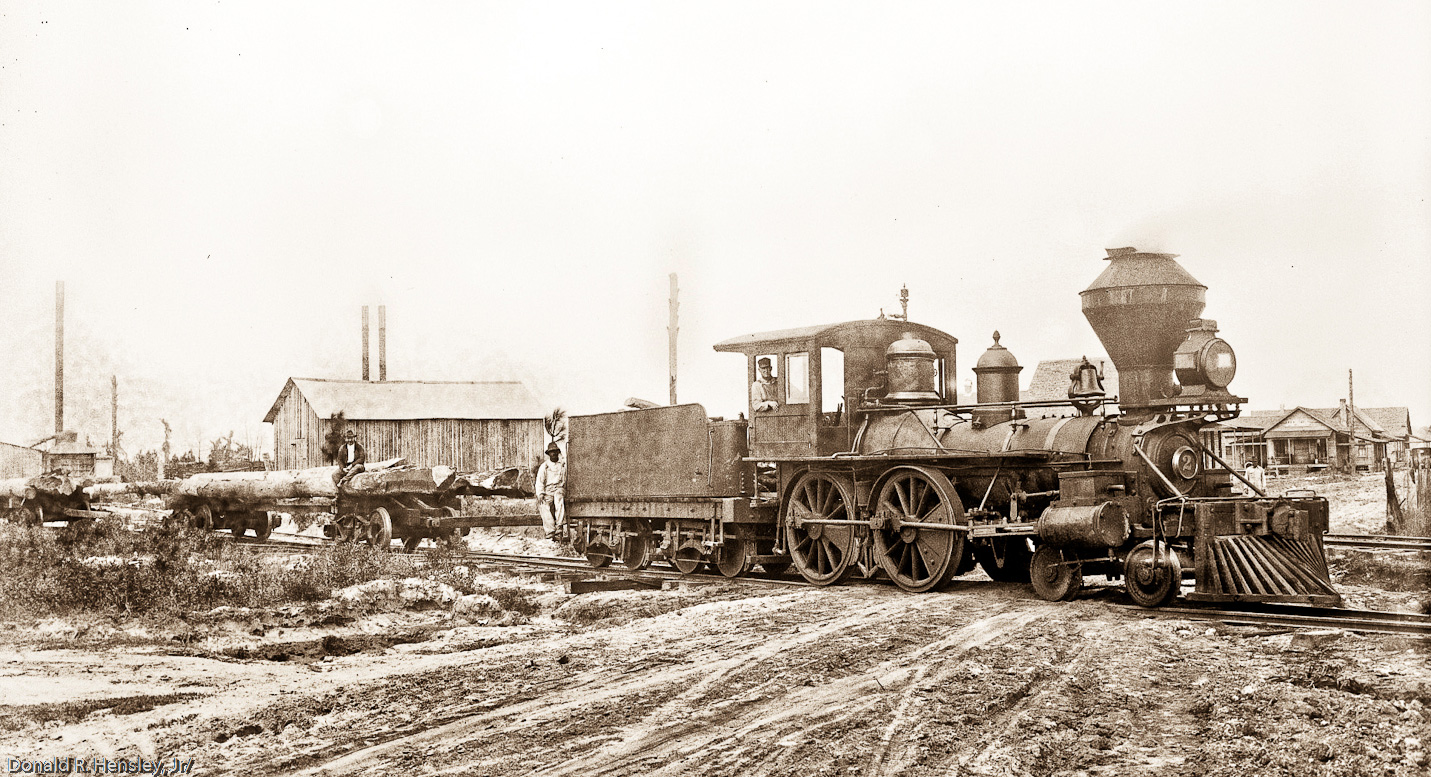
Baldwin-Lokomotive Nr. 2 der J.N. Bray & Sons Lumber Company in Valdosta, Georgia, um 1925

Das Sägewerk betrieb eine etwa 16 km lange normalspurige Waldbahn mit der Baldwin-Dampflokomotive Nr. 2 der Bauart 2B 2nt bzw. nach Whyte-Notation 4-4-0, also mit einem vorauslaufenden zweiachsigen Drehgestell, zwei Kuppelachsen und keiner Nachlaufachse, die 1856 von The Baldwin Locomotive Works gebaut wurde.
Im Jahr 1925 war die alte Dampflok noch täglich im Sägewerk von J. N. Bray & Co. in Valdosta im Einsatz. Sie trug das ursprüngliche Typenschild an der Vorderseite mit der Aufschrift „M. W. Baldwin, Philadelphia, 1856“. Die Vorgeschichte dieser Lokomotive ist offenbar verloren gegangen. Die Besitzer des Sägewerks erwarben sie um 1882 als Gebrauchtlokomotive, aber alle Aufzeichnungen über den Verkauf sind verloren gegangen, so dass die Vorbesitzer unbekannt sind.
Ihre Besitzer erklärten 1925, dass die Lokomotive schon so lange in ihrem Besitz sei, dass sie mit der gleichen Zuneigung betrachtet werde wie ein altes Familienpferd. Sie wurde von über 100 Personen gefahren, darunter alle Frauen der Familie. Mehrere Versuche, sie zu kaufen, waren daher erfolglos. Die alte Dampflok soll eine Schwesterlokomotive der berühmten Lokomotive The General sein, und ein Vergleich von Bildern der beiden scheint dies zu bestätigen. The General ist die Lokomotive der Western and Atlantic Railroad Co., die bei einem erfolglosen Überfall der Bundesbehörden in der Nähe von Big Shanty, Georgia, erobert und zurückerobert wurde. The General wurde später dauerhaft im Depot der Union in Chattanooga, Tennessee ausgestellt, nachdem sie aufgrund der Militäraktion außer Betrieb genommen worden war, während die alte Nr. 2 weiterarbeiten musste.

### Technische Daten
Die Zylinder dieser Lokomotive hatten einen Durchmesser von 305 mm (12 Zoll) und einen Hub von 559 mm (22 Zoll). Die Antriebsräder hatten einen Durchmesser von 1372 mm (54 Zoll). Die ursprünglichen Kurbelzapfen, Stangen, Riemen und Passfedern waren 1925 offenbar noch in Gebrauch. Der linke vordere Zylinderkopf wurde ausgetauscht, aber der rechte Zylinder war intakt, und die Kolben sollen die ursprünglichen gewesen sein, die beim Bau der Lokomotive eingebaut wurden.
Der Kessel hatte einen Durchmesser von 914 mm (36 Zoll) und eine Länge von 4720 mm (15 Fuß 6 Zoll). Er ist mit Messing ummantelt, wie auch die Dampfkammern. Die Feuerbüchse wurde ausgebessert und ersetzt, aber man nahm an, dass die Feuerbüchsdecke 1925 noch die ursprüngliche war. Es gibt keine Aufzeichnungen oder Hinweise darauf, dass bis 1925 jemals Reparaturen am Kessel vorgenommen worden wären.
Im Jahr 1923 wurde die Lokomotive vorübergehend für den Transport von Baumstämmen auf einer kurzen Hauptstrecke eingesetzt und musste daher eine Inspektion der Interstate Commerce Commission bestehen. Dementsprechend wurde sie einem hydrostatischen Test unterzogen und für den Betrieb bei einem Druck von 8 bar (120 lbf/in²) zugelassen, und das Sicherheitsventil wurde auf 8 bar eingestellt.